# Lylyjärvi (sjö i Finland, Lappland)
Lylyjärvi är en sjö i Finland. Den ligger i kommunen Övertorneå i landskapet Lappland, i den norra delen av landet, 700 km norr om huvudstaden Helsingfors. Lylyjärvi ligger 127,6 meter över havet. Arean är 38,1 hektar och strandlinjen är 3,68 kilometer lång. Sjön  ingår i Torne älvs huvudavrinningsområde. 